# Malpighia galeottiana
Malpighia galeottiana är en tvåhjärtbladig växtart som beskrevs av Adrien Henri Laurent de Jussieu. Malpighia galeottiana ingår i släktet Malpighia och familjen Malpighiaceae. Inga underarter finns listade i Catalogue of Life.